# Simion Movilă
Simion Movilă (n.  ? – d. 14 septembrie 1607) a fost domnitor al Țării Românești (octombrie 1600 – 3 iulie 1601; august 1601 – august 1602), și al Moldovei (10 iulie 1606 – 24 septembrie 1607).

## Domnie
Este frate cu Ieremia Movilă al Moldovei și a fost pus pe tronul Țării Românești de generalul polonez Zamoiski, după ce l-a învins pe Mihai Viteazul la Teleajen în octombrie 1600. Armata de sprijin, 4 000 de polonezi și de moldoveni, pradă țara cumplit, mai ales după respingerea unui nou atac al lui Mihai la 21 noiembrie 1600. În scurta lui domnie, Simion strică toate actele făcute de predecesorul său, din dorința de răzbunare și setea de bani. În curând el îi nemulțumește pe cei mai de frunte boieri, care după Teleajen l-au părăsit pe Mihai, pe Buzești, și care, trecând cu oastea peste râul Olt, îl alungă pe Simion din țară, și îl pun pe tron pe Radu Șerban Basarab. Detronarea lui Simion a fost determinată și de uciderea lui Mihai în Transilvania, și pentru că nemții ajunseseră stăpâni acolo și astfel amenințau ocârmuirea Munteniei ca vasală a turcilor și a polonezilor. Noul domn sprijinit de boieri era chiar protejatul împăratului german și se ciocnise de mai multe ori cu oștile lui Simion, ajutat fiind și de oștile lui Basta (1602). Cu toate eforturile pe care le-au făcut Simion și boierii partizani lui, refugiați în Moldova, nu reușește să ia tronul.
În cele din urmă, când fratele său Ieremia Movilă moare, el îi ia locul pe tronul Moldovei în iulie 1606. Făcând daruri bogate, Simion reușește să fie recunoscut și de sultan. Cât timp a fost domnitor în Moldova, a avut relații de dușmănie cu polonezii, care, încercând zadarnic să-l detroneze prin intermediul turcilor, reușesc să-l otrăvească în 1607. A fost înmormântat la Mănăstirea Sucevița.
După el, Moldova ajunge teatrul luptelor civile dintre fiii săi și ai fratelui său Ieremia. 

## Familie
A fost fiul lui Ioan Movilă (d. 1580) și a Mariei Movilă (d. 1614), fiica lui Petru Rareș. A fost frate cu Ieremia Movilă, Toader Movilă (frate vitreg) și Gheorghe Movilă.
Simion a fost căsătorit cu Marghita (pe numele ei polonez Melania Zolkiewska; d. 1622), din neam de boieri moldoveni (neamul Hâra), care era la fel de ambițioasă ca și cumnata ei Elisabeta, soția lui Ieremia. Au avut patru copii: Petru Movilă (1596-1646), Moise Movilă (1596-1661), Gavril Movilă (d. 1635) și Mihail Movilă.

## Literatură
- Alexandru Dimitrie Xenopol, Alexandru Zub: Istoria românilor
- Vasile Mărculeț: Dicționarul domnilor Țării Românești și ai Moldovei, 2009
- Cristian Bobicescu: Originea lui Ieremia Movila